# Zvjezdan Cvetković
Zvjezdan Cvetković (Karlovac, 18 aprile 1960 – Zagabria, 27 febbraio 2017) è stato un allenatore di calcio e calciatore croato, di ruolo difensore.

## Biografia
Nacque a Karlovac il 18 aprile 1960, figlio di Zvonko e fratello maggiore di Borislav fu trovato morto a Zagabria il 27 febbraio 2017 dopo esser caduto e aver sbattuto la testa sul cemento.

## Carriera

### Giocatore

#### Nazionale
Esordisce con la Jugoslavia il 17 novembre 1982, nella partita contro la Bulgaria valida per le qualificazioni al campionato d'Europa 1984. Disputa la sua ultima partita il 29 agosto 1987, in occasione dell'amichevole persa contro l'Unione Sovietica (0-1). Indossa la maglia della nazionale in nove occasioni, realizzando una rete.

### Allenatore
Il 23 marzo 2005 subentra a Ilija Lončarević sulla panchina della Dinamo Zagabria, carica che mantiena per le ultime dieci giornate di campionato.
Nel giugno 2011 viene ufficializzato come nuovo tecnico del Borac Banja Luka, subentrando a Vlado Jagodić. Rimane in carica fino all'ottobre seguente, quando viene esonerato in seguito a una serie di tre sconfitte consecutive in campionato.

## Statistiche

### Cronologia presenze e reti in nazionale
| Cronologia completa delle presenze e delle reti in nazionale ― Jugoslavia | Cronologia completa delle presenze e delle reti in nazionale ― Jugoslavia | Cronologia completa delle presenze e delle reti in nazionale ― Jugoslavia | Cronologia completa delle presenze e delle reti in nazionale ― Jugoslavia | Cronologia completa delle presenze e delle reti in nazionale ― Jugoslavia | Cronologia completa delle presenze e delle reti in nazionale ― Jugoslavia | Cronologia completa delle presenze e delle reti in nazionale ― Jugoslavia | Cronologia completa delle presenze e delle reti in nazionale ― Jugoslavia |
| Data                                                                      | Città                                                                     | In casa                                                                   | Risultato                                                                 | Ospiti                                                                    | Competizione                                                              | Reti                                                                      | Note                                                                      |
| ------------------------------------------------------------------------- | ------------------------------------------------------------------------- | ------------------------------------------------------------------------- | ------------------------------------------------------------------------- | ------------------------------------------------------------------------- | ------------------------------------------------------------------------- | ------------------------------------------------------------------------- | ------------------------------------------------------------------------- |
| 17-11-1982                                                                | Sofia                                                                     | Bulgaria                                                                  | 0 – 1                                                                     | Jugoslavia                                                                | Qual. Euro 1984                                                           | -                                                                         | 70’                                                                       |
| 15-12-1982                                                                | Podgorica                                                                 | Jugoslavia                                                                | 4 – 4                                                                     | Galles                                                                    | Qual. Euro 1984                                                           | 1                                                                         |                                                                           |
| 23-4-1983                                                                 | Parigi                                                                    | Francia                                                                   | 4 – 0                                                                     | Jugoslavia                                                                | Amichevole                                                                | -                                                                         |                                                                           |
| 1-6-1983                                                                  | Sarajevo                                                                  | Jugoslavia                                                                | 1 – 0                                                                     | Romania                                                                   | Amichevole                                                                | -                                                                         | 85’                                                                       |
| 26-10-1983                                                                | Basilea                                                                   | Svizzera                                                                  | 2 – 0                                                                     | Jugoslavia                                                                | Amichevole                                                                | -                                                                         |                                                                           |
| 12-11-1983                                                                | Zagabria                                                                  | Jugoslavia                                                                | 0 – 0                                                                     | Francia                                                                   | Amichevole                                                                | -                                                                         |                                                                           |
| 14-12-1983                                                                | Cardiff                                                                   | Galles                                                                    | 1 – 1                                                                     | Jugoslavia                                                                | Qual. Euro 1984                                                           | -                                                                         | 89’                                                                       |
| 31-3-1984                                                                 | Subotica                                                                  | Jugoslavia                                                                | 2 – 1                                                                     | Ungheria                                                                  | Amichevole                                                                | -                                                                         | 46’                                                                       |
| 29-8-1987                                                                 | Belgrado                                                                  | Jugoslavia                                                                | 0 – 1                                                                     | Unione Sovietica                                                          | Amichevole                                                                | -                                                                         |                                                                           |
| Totale                                                                    |                                                                           | Presenze                                                                  | 9                                                                         |                                                                           | Reti                                                                      | 1                                                                         |                                                                           |

## Palmarès

### Giocatore
- Campionato jugoslavo: 1

Dinamo Zagabria: 1981-1982
- Coppa di Jugoslavia: 1

Dinamo Zagabria: 1982-1983